# Sunset Wading
Sunset Wading è il primo album solista di John Perry, pubblicato dalla Decca Records nel novembre del 1976.
Il disco venne messo in commercio in seguito all'uscita del bassista dalla band Curved Air.

## Tracce
Brani composti da John Perry e Corrado Rustici.
1. I Wait My Friend – 2:21
2. How Goes the Night – 3:10
3. Devoke Water – 3:45
4. Birds and Small Furry Beasts – 3:21
5. As Clouds Gather – 4:21
6. Storm – 2:21
7. Ah Well, You Can Only Get Wet! – 4:22
8. Dawn – 3:16
9. Morning Song – 4:10
10. On the Moor – 4:43
11. Roundelay – 3:15
12. Etude – 3:27
13. A Rhythmic Stroll – 2:34
14. Sunset Wading – 3:31

## Formazione
- John Perry - voce, basso
- Corrado Rustici - chitarra
- Rupert Hine - tastiera
- Elio D'Anna - flauto
- Geoffrey Richardson - violino
- Michael Giles - batteria